# Ohan
Pour plus de détails, voir Fiche technique et Distribution.
Ohan (おはん) est un film japonais réalisé par Kon Ichikawa, sorti en 1984.

## Synopsis
L'histoire d'un commerçant divorcé.

## Fiche technique
- Titre : Ohan
- Titre original : おはん
- Réalisation : Kon Ichikawa
- Scénario : Shin'ya Hidaka et Kon Ichikawa d'après le roman de Chiyo Uno
- Musique : Shinnosuke Okawa
- Photographie : Yukio Isohata
- Décors : Shinobu Muraki (ja)
- Montage : Chizuko Osada
- Production : Kazuo Baba
- Société de production : Tōhō
- Pays de production :  Japon
- Langue originale : japonais
- Genre : Drame
- Format : couleur - 1,85:1 - 35 mm
- Durée : 112 minutes[1]
- Dates de sortie : 
  - Japon : 6 octobre 1984[1]

## Distribution
- Sayuri Yoshinaga : Ohan
- Kōji Ishizaka : Kōkichi
- Reiko Ōhara : Okayo
- Chōchō Miyako (ja) : Obahan
- Fujio Tokita (ja) : Tomigorō
- Kumeko Otowa (ja) : la mère d'Ohan
- Michino Yokoyama (ja)
- Jun Hamamura : le menuisier

## Distinctions
Le film a été nommé pour huit Japan Academy Prizes et a reçu celui de la meilleure actrice pour Sayuri Yoshinaga (conjointement avec sa performance dans le film Tengoku no eki).